# أحمد جمال (مغني)
أحمد جمال مواليد (2 أبريل 1988 -)، مطرب مصري. ذاع صيته بعد اشتراكه في برنامج اكتشاف المواهب أراب آيدول على قناة ام بي سي 1 وحصوله على المركز الثاني. تخرج من كلية الصيدلة، حاز على انتباه الملحنين مثل عمار الشريعي وهاني مهنا ومحمد الحلو. يحب الموسيقى العربية والغربية ولاسيّما الفلكلور المصري وموسيقى الهاوس. معظم أغانيه التي اطلقها كانت من تلحينه مثل «قسمة ونصيب» و«يفتح الله» والموَّالين الشهيرين الذي قام بأدائهما في برنامج آراب آيدول (مين هي مصر) و (لأنك عظيمة). استطاع الوصول للحلقة النهائية ببرنامج آراب آيدول وإستقبله الشارع المصري بالهتافات. في عام 2019 أعلن ارتباطه من الاعلامية السعودية ديانا الخميس التي انفصل عنها بنفس العام.

## طفولته
ولد أحمد جمال في مدينة طنطا ب محافظة الغربية لوالده السيد «جمال عبد الناصر» الذي يعمل محاسباً في جامعة الأزهر ووالدته السيدة «راوية» التي تعمل كربة منزل، واللذان كانا لهما دوراً كبيراً في اكتشاف وتنمية موهبته. وله شقيق واحد هو «خالد» وشقيقة واحدة هي «نهى» وهو أصغر أخوته. ويعتبرأحمد هو الوحيد بين أشقاءه الذي يتمتع بموهبة الغناء، ولكن والداه يتمتعان بآذن موسيقية مما ساعد أحمد على صقل موهبته.
عندما كان أحمد في الرابعة من عمره إكتشف والده بداخله موهبة الغناء، فعندما كان يجلس أمام التلفاز ويستمع إلى الإعلانات ويحفظها ثم بدأ في حفظ مقطوعات موسيقية و«يدندنها بفمه»، وفي يوم لفت نظر والده غناء أحمد لقصيدة النهر الخالد للموسيقار الراحل محمد عبد الوهاب، والتي كانت تذاع يومياً قبل نشرة السادسة حتى عندما كان والده يغلق التلفاز كان أحمد يكملها هو بصوته، ومن يومها عرف والده أنه سيصبح فناناً، وفي ذلك الوقت كانت عائلته تحضر حفلات زفاف شعبية وهو في السادسة من عمره، وقرر أن يغني، وبالفعل غنى أغنية (افرض مثلا) لحكيم، وأبهر الموجودين جميعا، حتى أنه عندما صعد إلى المسرح في أحد الأفراح وغنى أغنية شعبية، لفت انتباه والده شخص سمعه يقول «الولد ده صوته حلو.. وحرام يغنى شعبي المفروض يغنى لـ أم كلثوم ومحمد عبد الوهاب», وبعدها قرر والده أن يصقل موهبة أحمد تجاه الفن الطربي.

## إلتحاقه بمعهد الموسيقى العربية
عندما كان أحمد في العاشرة من عمره قرر والد أحمد أن يلحقه ب معهد الموسيقى العربية ولكن عندما أراد أن يتقدم بأوراقه إلى المعهد، وجد والده صعوبة في دفع مروصوفاته الدراسية، ولكن لتفوق أحمد العلمي في الدراسة قررت المحافظة إعفائه من نصفها.
كانت دراسة أحمد في المعهد إلى جانب دراسته في التعليم الأساسي. وظل أحمد يدرس في المعهد 3 سنوات بقسم «العود والأصوات»، وكان أساتذته في المعهد يعتبرونه «فاكهتهم» حتى أن أستاذاً من سوريا سأل مرة أحمد وقال له«ماذا تغنى؟» فقال له «أغنى لـ عبد المطلب» ثم اختبر أكثر من زميل له، وفي النهاية قال لوالده«ابنك في يوم من الأيام سيصبح فناناً». وفعلاً أنهى أحمد الدراسة وحصل على المركز الأول على المعهد رغم أنه كان أصغر الدراسين عمراً، حيث إن كثيرا من زملائه كانوا في عمر الـ 40 عاماً ويشتهر أحمد بلقب سلطان وسيد الغناء العربى لما يتميز من صوته الرائع وإحساسه الخيالى.

## إنضمامه لكورال الأوبرا للأطفال
بعدها شارك أحمد جمال في كورال الأوبرا مع المايسترو سليم سحاب، وظلل بها لمدة عامين، وهنا كانت المشقة فقد كان يسافر مع والده إلى القاهرة في الجمعة من كل أسبوع في «برد الشتاء القارص وأيام الدراسة»، وكان أحمد يشارك في الاحتفالات الرسمية كاحتفالات 6 أكتوبر وتحرير سيناء حيث كان يغنى «صولو» من حين لآخر. ولكن بسبب المجاملات من قبل بعض الأشخاص تعرض أحمد لموقف مؤلم جداً حيث كان من المفترض أن يغنى أحمد أغنية «مالك ومالى» لعبد الحليم حافظ التي كان يحفظها له والده دائماً في القطار في رحلة ذهابهم وعودتهم، وبعد أن اشترى له والده بدلة سوداء استعداداً لإحيائه الحفل، فوجئ والده بوجود طفل آخر يغنى الأغنية بدلاً من أحمد رغم أنه كان مفتقدا للإحساس في أدائه بحسب آراء الجميع، مما تسبب له في صدمة كبيرة ولكن والده نصحه بأن صوته هو الذي سيوصله للناس وليست المحسوبية.

## إلتحاقه بكلية الصيدلة ونشاطاته الموسيقية في الجامعة
تنفيذاً لوصية والديه وجده، التحق أحمد جمال بكلية الصيدلة جامعة طنطا حيث كان جده يناديه منذ صغره بلقب الدكتور، ولم تكن فقط رغبة والديه، بل كان أحمد يعشق الصيدلة منذ صغره حيث كان يلفت أنظاره تركيبات الأدوية وتثير فضوله، وحتى أنه عندما كان في الثالثة عشر عمل في صيدلية من شدة حبه للصيدلة.
كانت مرحلة الكلية نقلة كبيرة في حياة أحمد جمال الموسيقية، حيث بدأ يعمق نفسه في الألحان والأغاني، وفي يوم كان هناك «مسابقة الدلتا» التي تنظمها الجامعة وفاز بها في المركز الأول كما قدموا له «سي دي» كان بها أغنية «قسمة ونصيب» والحقيقة أن الأغنية سمعت جداً وكانت من كلمات صديقه الشاعر نور الدين محمد وألحان جمال نفسه، حتى أن أحد الأصدقاء وصلها إلى الموسيقار عمار الشريعي مما جعله ينبهر بصوته ثم أعطاه الراحل فرصتين في غناء تترات المسلسلات.

## تعاونه مع عمار الشريعي وبداية مشواره
استمع الموسيقارالراحل عمار الشريعي إلى إحدى أغنيات أحمد فطلب منه أن يغنّي في إحدى حلقات مسلسل مذكرات سيئة السمعة، وبعد ذلك طلب منه أن يسجّل تتر المقدمة والنهاية لمسلسل بيت الباشا للفنان صلاح السعدني، وكانت الكلمات لأيمن بهجت قمر، وتنبأ له الشريعى بمستقبل مشرق في الغناء ثم خرج وتحدث عنه في إذاعة «راديو مصر»، بدأت بعدها العروض تنهال على أحمد لكن ظروف تجنيده عارضته.
في أواخر عام 2010 شارك أحمد جمال في برنامج المواهب مودرن ستار إلى جانب كارمن سليمان حاملة لقب آراب آيدول في موسمه الأول وقدم أداءً جيداً لكن توقف البرنامج بسبب قيام الثورة المصرية وعانى أحمد لمدة عام من تلك الأحداث، وبعد ذلك كانت لديَه رغبة في التقدّم إلى أي برنامج، لأن الحالة في مصر لا تسمح بأن يعتمد على نفسه بمفرده. في أواخر عام 2011، ظهر أحمد جمال في برنامج «صولا» مع الفنانة أصالة نصري حيث رشحه للظهور الموسيقار العراقي نصير شمة، والذي كان يدعمه طوال الوقت ويدين له أحمد بفضل كبير.

## مرحلة آراب آيدول
حسب رأي عائلته، كانت فرصة أحمد في هذا البرنامج تحديداً أفضل، ورغم أنه كانت هناك برامج للمواهب كثيرة في أثناء وجوده في الجيش وطلبت منه عائلته أن تقدم له فيها، إلا أنه رفض وفي الحقيقة هي كانت برامج مستواها أقل وضعيفة على كل المستويات ولكن منذ أن حصلت كارمن سليمان على اللقب في العام الماضي، وكانت أمنيته أنه يتقدم له. وفعلاً لفت أحمد الانبتاه في أولى تجارب أداءه حيث غنى موالاً لعبد الوهاب «أشكي لمين الهوى» والذي من خلاله تنبأت له لجنة التحكيم بأنه سيصل إلى النهائيات.
حقق أحمد نجاحاً كبيراً خلال مشواره في يرنامج آراب آيدول من خلال الأغاني التي قدمها وقد نال إستحساناً كبيراً من لجنة التحكيم التي أشادت بموهبته وجمال صوته العذب وإحساسه العالي في الغناء. وغنى أحمد خلال مشواره في البرنامج مواله الوطنى (مين هي مصر) الذي أبهر به لجنة التحكيم وكان من كلمات صديقه الشاعر نور الدين محمد وألحان وغناء أحمد، وكان لهذا الموال صدى كبيراً في الشارع المصري حيث أنه سجل وأنتج كأغنية وطنية بعد عودته من قبل الموزع خالد عز. وواصل أحمد تقدمه خلال البرنامج بامتياز حتى وصل إلى الحلقة النهائية إلى جانب السورية فرح يوسف والفلسطيني محمد عساف. وترك بصمة كبيرة في الحلقة النهائية حيث غنى مواله الوطنى الثاتي في البرنامج (لأنك عظيمة) والذي تسبب في بكاء أعضاء لجنة التحكيم وكان أيضاً من كلمات الشاعر نور الدين محمد وألحان وغناء أحمد، وعلى الرغم من عدم حصوله على اللقب وانتهائه في المركز الثاني بعد عساف بفارق ضئيل في التصويت إلا أنه أكتسب شهرة كبيرة على نطاق واسع في مصر والعالم العربي، واستطاع أن يأسر قلوب الملايين بصوته.

## دعم الفنانين له خلال مشواره في آراب آيدول
كان الفنان الكينج محمد منير من أشد المعجبين بصوت أحمد وكان يدعمه طوال فترة البرنامج، ونصحه: «بأن يكون له شخصيته وألا يقلد أحداً»، وأثنى عليه «بأنه غنى «يونس» بطريقته الخاصة وليس بطريقة منير». وشدد عليه أن يستمر في فرض شخصيته في الغناء. وتنبأ لأحمد بأنه سيكون هو الكينج في المستقبل.
وكانت الفنانة أنغام أيضاً من أكثر الداعمين لأحمد جمال خلال مشواره في آراب آيدول، وقالت إنها على قدر حزنها بعدم فوزه باللقب فإنها سعيدة، لأنه استطاع أن يثبت نفسه بجداره وامتياز ويحقق شهرة كبيرة في مصر والوطن العربي.
وتحدثت عن صوته، وأكّدت أن شخصيته قوية وأن لديّه إحساساً غير عادي، وأنه سيكون له مستقبل كبير وسط الفنانين. ودعمه أيضاً عدد كبير من الفنانين خلال مشواره في البرنامج، منهم تامر حسني وصابر الرباعي ورامي جمال وخالد سليم وشذى والموزع خالد عز وأشرف زكي وروجينا وآمال ماهر وكارمن سليمان وأحمد السقا وأحمد حلمي ومنى زكي وأحمد زاهر وغادة عبد الرازق ونصير شمة وأحمد بدير وأحمد سعد ونشوى مصطفى ومي كساب ومحمود العسيلي ونادية مصطفى ونسمة محجوب والمتحدّث العسكري للجيش المصري في لبنان وغيرهم ومنهم من جاء خصيصاً من أجل مشاهدته ودعمه. وأستطاع أحمد في أربعة أشهر أن يكون جمهوراً كبيراً ليس مصر فقط، بل جمهور من جميع أنحاء الدول العربية.

## إنضمامه لنقابة المهن الموسيقية
التحق أحمد جمال، بنقابة الموسيقيين المصرية، حيث قرّر نقيب الموسيقيين مصطفى كامل انتسابه إليها، بعدما ظهر جمال بشكل مشرّف لمصر في البرنامج، أمام العالم العربيّ كلّه. كما قرّر النقيب كذلك إقامة احتفال تكريميّ له، ومنحه درع تكريم وقلادة التميّز من النقابة.

## أغاني أحمد جمال في برنامج آراب آيدول
| التصفية              | !اسم الأغنية                                                  | صاحب الأغنية    | رابط المشاهدة                            |
| -------------------- | ------------------------------------------------------------- | --------------- | ---------------------------------------- |
| التجارب (مصر)        | أشكي لمين الهوى                                               | محمد عبد الوهاب | أحمد جمال - أشكي لمين الهوى              |
| مرحلة بيروت الأولى   | أنا يللي عليكي مشتاق (مجموعة)                                 | جوزيف صقر       | أحمد جمال (مجموعة) - أنا يلي عليكي مشتاق |
| مرحلة بيروت الثانية  | والله ما يسوى                                                 | حسين الجسمي     | أحمد جمال - والله ما يسوى                |
| الأولى (لبنان)       | موعود                                                         | عبد الحليم حافظ | أحمد جمال - موعود                        |
| الثانية (لبنان)      | شبيه الريح                                                    | محمد عبده       | أحمد جمال - شبيه الريح                   |
| الثالثة (لبنان)      | يونس                                                          | محمد منير       | أحمد جمال - يونس                         |
| الرابعة (لبنان)      | امتى الزمان                                                   | محمد عبد الوهاب | أحمد جمال -امتى الزمان                   |
| الخامسة (لبنان)      | مشيت خلاص                                                     | وائل جسار       | أحمد جمال - مشيت خلاص                    |
| السادسة (لبنان)      | روح                                                           | فضل شاكر        | أحمد جمال - روح                          |
| السابعة (لبنان)      | سواح                                                          | عبد الحليم حافظ | أحمد جمال - سواح                         |
| الثامنة (لبنان)      | قلبى عشقها                                                    | راغب علامة      | أحمد جمال - قلبى عشقها                   |
| التاسعة (لبنان)      | سلامتها أم حسن (ثلاثية شعبية مع برواس حسين وعبد الكريم حمدان) | أحمد عدوية      | أحمد جمال - سلامتها أم حسن               |
| العاشرة (لبنان)      | I Believe I Can Fly                                           | آر كيلي         | أحمد جمال - I Believe I Can Fly          |
| الحادية عشرة (لبنان) | ماتفوتنيش أنا وحدى                                            | سيد مكاوي       | أحمد جمال - ماتفوتنيش أنا وحدى           |
| الثانية عشر (لبنان)  | موال مين هي مصر                                               | أحمد جمال       | أحمد جمال - مين هي مصر                   |
| الثالثة عشر (لبنان)  | وحشتنى عيونك                                                  | أحمد سعد        | أحمد جمال - وحشتنى عيونك                 |
| الرابعة عشر (لبنان)  | أمانه عليك                                                    | كارم محمود      | أحمد جمال - أمانه عليك                   |
| الخامس عشر (لبنان)   | أتحدى العالم (مع زياد خوري)                                   | صابر الرباعي    | أحمد جمال وزياد خوري - أتحدى العالم      |
| السادسة عشر (لبنان)  | على نار                                                       | صابر الرباعي    | أحمد جمال - على نار                      |
| السابعة عشر (لبنان)  | فقدتك                                                         | حسين الجسمي     | أحمد جمال - فقدتك                        |
| الثامنة عشر (لبنان)  | (موال لأنك عظيمة/ أحمد جمال) +احلف بسماها وترابها             | عبد الحليم حافظ | أحمد جمال - أحلف بسماها وترابها          |
| التاسعة عشر (لبنان)  | أشكي لمين الهوى                                               | محمد عبد الوهاب | أحمد جمال - أشكي لمين الهوى              |

## أعماله
قام بغناء شارة مسلسل بيت الباشا بالإضافة إلى مجموعة من الأغاني التي قام بتلحينها، أبرزها قسمة ونصيب، ويفتح الله.واضافة إلى ذلك في عام 2015 ابصر البومه يلا نعيش النور وكان الالبوم ناجح وحصل وعلى عديد من جوائز. بعد ذلك أطلق اغاني منفردة مميزة ومن أهم الاغاني تحيا مصر التي لاقت صدى واسع وايضا نشيد العاشقين
1. 1 2 3 4  أحمد جمال: آراب أيدول علمني الصبر والتحدي نسخة محفوظة 22 يوليو 2018 على موقع واي باك مشين.
2. ↑  ألتراس أحمد جمال: أحمد جمال الكينج الصغير [وصلة مكسورة] نسخة محفوظة 26 أبريل 2020 على موقع واي باك مشين.
3. ↑  أحمد جمال: العندليب الجديد نسخة محفوظة 29 يونيو 2013 على موقع واي باك مشين.
4. 1 2 3  أحمد جمال  نسخة محفوظة 16 أغسطس 2016 على موقع واي باك مشين.
5. 1 2  هاني مهنا ومحمد الحلو: أحمد جمال خامة صوت لم تأت من 50 سنة نسخة محفوظة 06 أبريل 2017 على موقع واي باك مشين.
6. 1 2 3 4 5 6 7  لقاء مع عائلة أحمد جمال  نسخة محفوظة 06 مارس 2016 على موقع واي باك مشين.
7. 1 2  الشاهد:حوار مع عائلة أحمد جمال عبدالناصر بطنطا نسخة محفوظة 02 أغسطس 2013 على موقع واي باك مشين.
8. ↑  روسيا اليوم : مع عائلة أحمد جمال نجم آراب آيدول نسخة محفوظة 30 يوليو 2014 على موقع واي باك مشين.
9. 1 2 3  أحمد جمال: درست الصيدلة تنفيذاً لوصية جدي نسخة محفوظة 6 أغسطس 2015 على موقع واي باك مشين.
10. ↑  أنغام تجهز مفاجئة لأحمد جمال  نسخة محفوظة 22 فبراير 2014 على موقع واي باك مشين.
11. ↑  مشاهير النجوم يدعمون أحمد جمال  نسخة محفوظة 27 مايو 2016 على موقع واي باك مشين.
12. ↑  مشاهير في لبنان لدعم أحمد جمال  نسخة محفوظة 24 يونيو 2013 على موقع واي باك مشين.
13. ↑  أحمد جمال: إلى نقابة الموسيقيين  نسخة محفوظة 16 ديسمبر 2019 على موقع واي باك مشين.

## وصلات خارجية
- أحمد جمال تويتر
- أحمد جمال فيس بوك
- أحمد جمال: MBC.net
- Gamal أحمد جمال: موالي[وصلة مكسورة]
- Ahmad Gamal Songs